# Sergej Melikov
Sergej Alimovič Melikov (in russo Сергей Алимович Меликов? e in lesgo Сергей Алим хва Меликов; Orechovo-Zuevo, 12 settembre 1965) è un generale e politico russo, capo della repubblica federale russa del Daghestan dal 2021.

## Biografia
Melikov è nato a Orechovo-Zuevo, oblast' di Mosca, nell'allora RSFS Russa, figlio di Tat'jana Nikolaevna, insegnante russa di pedagogia, e Alim Nur-Magamedovič, colonnello in pensione di etnia lesga.
Nel 1986 si è laureato all'Istituto militare per le truppe interne dell'URSS di Saratov. Nel 1994 si è laureato all'Accademia militare "M.V. Frunze". Nel 2011 si è laureato all'Accademia militare dello Stato Maggiore delle Forze Armate della Federazione Russa.

## Carriera militare
Dal 1986 al 1991 ha ricoperto il ruolo di ufficiale in una brigata delle truppe interne sovietiche nella RSS Ucraina e nella RSS Moldava. Prestò servizio a Leopoli e Odessa.
Nel 1994 è stato trasferito al distretto del Caucaso settentrionale delle truppe Interne, dove ha preso parte alla prima guerra cecena.
Dal 1997 è stato comandante del 2º Reggimento della Divisione operativa "Dzeržinskij" (ODON). Dal marzo 2001 è stato vice comandante di divisione, per poi diventarne comandante ufficiale dal giugno 2002. Nel 2008 è stato primo vicecomandante del distretto centrale delle truppe interne.
Nel 2016 è stato promosso a colonnello generale. Nello stesso anno è stato nominato primo vicedirettore della Guardia Nazionale russa sotto Viktor Zolotov, ruolo che ha ricoperto fino al 2019, anno delle sue dimissioni.

## Carriera politica
Il 12 maggio 2014, Melikov ha assunto l'incarico di delegato presidenziale plenipotenziario per il circondario federale del Caucaso settentrionale, in sostituzione di Aleksandr Chloponin.
Dal settembre 2019 all'ottobre 2020 è stato senatore per il territorio di Stavropol'.
Nel 2021 è stato eletto capo della Repubblica del Daghestan. In precedenza Melikov ha rifiutato di partecipare alle primarie per l'elezione dei deputati della Duma di Stato. Sempre nello stesso anno è diventato capo del partito Russia Unita in Daghestan.

## Vita privata

### Famiglia
È stato sposato con Galina Anatol'evna Jacyna (1961-2024), tenente medico militare. La coppia ha avuto un figlio, Michail. Melikov adottò Dmitrij Serkov, figlio di Jacyna dal matrimonio precedente. Serkov fu ufficiale del 1° Distaccamento "Vitjaz" e morì in combattimento nel 2007 in Daghestan.
Suo fratello maggiore Michail (1958) è un maggiore generale dell'esercito e ha comandato la 100ª Divisione operativa delle truppe interne (oggi 50ª Brigata operativa).

### Patrimonio
Nel 2021 il suo reddito ammontava a 2,96 milioni di rubli. Il reddito di sua moglie nel 2021 era stato di un 1,11 milioni di rubli.

### Religione
È il primo governatore del Daghestan, repubblica a maggioranza musulmana, pubblicamente aderente al cristianesimo ortodosso russo.

## Sanzioni
Nel febbraio 2023 gli Stati Uniti, il Regno Unito e l'Ucraina hanno imposto sanzioni a tutti i governatori delle regioni russe, incluso Melikov, in quanto responsabili per l'arruolamento dei cittadini russi nella guerra in Ucraina.